# Michael Francis Burbidge
Michael Francis Burbidge (nacido el 16 de junio de 1957) es un prelado estadounidense de la Iglesia católica que ha sido obispo de la Diócesis de Arlington en Virginia desde 2016.  Anteriormente se desempeñó como obispo auxiliar de la Arquidiócesis de Filadelfia en Pensilvania de 2002 a 2006 y como obispo de la Diócesis de Raleigh en Carolina del Norte de 2006 a 2016.

## Biografía

### Primeros años y formación
Michael Francis nació en Filadelfia, Pensilvania.  Hijo de Francis y Shirley (Lilley) Burbidge.  Tiene un hermano, Francis Burbidge.  Al ser confirmado, Burbidge eligió a Francis como su nombre de confirmación.  Cuando era adolescente, trabajó en la tienda por departamentos Sears.
Se graduó de la escuela secundaria Cardinal O'Hara en Springfield, Pensilvania, en 1975, y luego ingresó al Seminario San Carlos Borromeo en Wynnewood, Nueva Jersey.  Obtuvo una Licenciatura en Filosofía y una Maestría en Teología de St. Charles. También tiene una Maestría en Educación en Administración Educativa de la Universidad de Villanova y un Doctorado en Educación de la Universidad Inmaculada.

### Sacerdocio
Fue ordenado sacerdote por el Cardenal John Krol para la Arquidiócesis de Filadelfia el 19 de mayo de 1984.  Después de su ordenación, se desempeñó como párroco asociado en la parroquia de St. Bernard en Filadelfia hasta 1986. También enseñó en la escuela secundaria Cardinal O'Hara en Springfield de 1986 a 1990.
De 1990 a 1991, se desempeñó en la facultad de la escuela secundaria Archbishop Wood en Warminster, Pensilvania, y luego se convirtió en decano de estudiantes en el Seminario St. Charles en 1991.  Se desempeñó como sacerdote secretario del cardenal Anthony Bevilacqua de 1992 a 1999, y fue elevado al rango de Prelado Honorario de Su Santidad en 1998.  En 1999, fue nombrado rector del Seminario St. Charles.

## Episcopado

### Obispo auxiliar de Filadelfia
El 21 de junio de 2002, Burbidge fue nombrado obispo auxiliar de la Arquidiócesis de Filadelfia y obispo titular de Cluain Iraird por el Papa Juan Pablo II. Recibió su consagración episcopal el 5 de septiembre de 2002 de manos del cardenal Bevilacqua, con el obispo Edward Cullen y Robert Maginnis como co-consagradores .
Como obispo auxiliar, Burbidge trabajó en el Centro de la Oficina Arquidiocesana para ayudar al arzobispo con las tareas administrativas, incluida la supervisión de la Oficina del Vicario para el Clero, la Oficina de Comunicaciones y The Catholic Standard & Times.  También se desempeñó como obispo regional.

### Obispo de Raleigh

Escudo de armas como obispo de Raleigh

Burbidge fue nombrado obispo de la Diócesis de Raleigh por el Papa Benedicto XVI el 8 de junio de 2006. Burbidge se instaló el 4 de agosto de 2006 en la Catedral del Sagrado Corazón de Raleigh.  Burbidge anunció la construcción de una nueva catedral para la Diócesis de Raleigh, que se llamará Catedral del Santo Nombre de Jesús.  Los preparativos para la construcción comenzaron en 2013.  La inauguración de la nueva catedral ocurrió en 2014 y se completó en 2017. 
Después del estallido del tornado de abril de 2011, en el que murieron 24 personas en Carolina del Norte y otros estados, Burbidge instó a los católicos a incluir a las víctimas y sobrevivientes en sus oraciones de Semana Santa.  Dirigió a las noventa y cinco parroquias e iglesias misioneras de la Diócesis de Raleigh a realizar una colecta especial para un fondo de ayuda en casos de desastre que se utilizará para ayudar a los sobrevivientes.
En 2012, Burbidge expresó su apoyo a la Enmienda 1 de Carolina del Norte y criticó la oposición del presidente estadounidense Barack Obama.  La enmienda 1 definió el matrimonio civil entre un hombre y una mujer.  Los opositores argumentaron que la Enmienda 1 discriminaba a las personas LGBTQ; Burbidge argumentó que no era discriminatorio.  Recibió críticas por apoyar la legislación.  La Enmienda 1 fue aprobada, pero fue declarada inconstitucional en la Corte Federal de EE. UU. el 10 de octubre de 2014.
En 2013, Burbidge indicó su apoyo a las protestas de Moral Mondays en Carolina del Norte.  Fue un movimiento iniciado por progresistas religiosos que fomentaban la desobediencia civil y abogaban por reformas a las leyes de Carolina del Norte con respecto al medio ambiente, la justicia racial, la igualdad de género, los programas sociales y la educación.  Burbidge firmó una declaración conjunta de líderes episcopales, luteranos, presbiterianos, católicos romanos y metodistas unidos en Carolina del Norte, pero no permitió que los sacerdotes católicos se unieran a las protestas.
El 26 de junio de 2015, la Corte Suprema de los Estados Unidos falló a favor del matrimonio entre personas del mismo sexo en el caso Obergefell v. Caso Hodges que legaliza el matrimonio entre personas del mismo sexo en los Estados Unidos.  Burbidge respondió al fallo con una declaración oficial que decía: "los tribunales no pueden redefinir la verdadera definición de matrimonio" y reiteró las enseñanzas oficiales de la Iglesia Católica sobre el matrimonio.  Terminó su declaración diciendo que "debemos tratarnos y comprometernos con respeto mutuo y duradero".
El 6 de mayo de 2016, en un almuerzo con los medios, Burbidge criticó abiertamente la controvertida Ley de Seguridad y Privacidad de las Instalaciones Públicas de Carolina del Norte, una ley que exige que las personas solo usen baños que correspondan al sexo en sus certificados de nacimiento y fue vista como discriminatoria contra los miembros. de la comunidad LGBTQ.  Burbidge propuso que "... se debe considerar otro remedio a la desafortunada situación creada por la Ordenanza de Charlotte y HB2 ..."  y esperaba que cualquier solución legislativa "defienda la dignidad humana, evite cualquier forma de intolerancia, respete la libertad religiosa y las convicciones de las instituciones religiosas; trabajar por el bien común; y ser discutidos de manera pacífica y respetuosa”.
El 29 de noviembre de 2016, Burbidge celebró su última misa pública como obispo de Raleigh en la iglesia St. Michael the Archangel en Cary, Carolina del Norte, antes de partir para convertirse en obispo de Arlington.

#### Abuso sexual en la Diócesis de Raleigh
En marzo de 2007, un grupo de manifestantes, algunas presuntas víctimas de abuso sexual clerical, se pararon frente a las oficinas de la Diócesis de Raleigh, alegando que Burbidge se negó a reunirse con ellos.  El portavoz de la diócesis, Frank Morock, negó esas afirmaciones y afirmó que la diócesis "siempre ha estado muy abierta a cualquier víctima que haya dado un paso al frente".
En julio de 2015, un panel de tres jueces en Carolina del Norte decidió permitir que avanzara una demanda contra la Diócesis de Raleigh por una acusación de abuso sexual infantil por parte de un sacerdote.  La Corte de Apelaciones de Carolina del Norte rechazó los argumentos presentados por los abogados que representan a Burbidge que afirmaban que permitir que la demanda avanzara a juicio violaría la separación constitucional de la iglesia y el estado.  El caso involucró denuncias de abuso sexual de un niño de dieciséis años por parte de Edgar Sepúlveda, un sacerdote católico en la Misión Santa Teresa del Niño Jesús en Beulaville, Carolina del Norte.  Sepúlveda negó las acusaciones.  Sepúlveda había sido arrestado en 2010 y acusado de delito sexual en segundo grado y agresión sexual, pero los fiscales del condado de Brunswick retiraron los cargos por falta de pruebas.  Burbidge puso a Sepúlveda en licencia administrativa, prohibiéndole visitar cualquier parroquia o escuela católica, y lo sacó de su residencia en los terrenos de la iglesia.  La demanda alega que Burbidge fue negligente e infligió más angustia emocional a la víctima al negarse a ordenar a Sepúlveda que se sometiera a pruebas para detectar enfermedades de transmisión sexual y luego compartir los resultados con la familia de la víctima.  Los abogados de Burbidge negaron que los funcionarios de la iglesia tuvieran conocimiento de las supuestas acciones de Sepúlveda.
En 2013, Red de Sobrevivientes de Abuso Sexual por Sacerdotes criticó a Burbidge por no advertir a las familias de la diócesis sobre Raymond P. Melville, un exsacerdote católico acusado de abuso sexual en Maine y Maryland que se había mudado a Carolina del Norte.

### Obispo de Arlington
Burbidge fue designado como el cuarto obispo de la Diócesis de Arlington por el Papa Francisco el 3 de octubre de 2016 en sustitución del obispo saliente Paul Loverde.  Burbidge se instaló el 6 de diciembre de 2016 en la Catedral de Santo Tomás Moro en Arlington.  A la misa asistieron más de 1 200 católicos, incluidos el cardenal Justin Rigali, el cardenal Donald Wuerl, el entonces cardenal Theodore McCarrick, el arzobispo William E. Lori y el arzobispo Christophe Pierre.
El 4 de octubre de 2016, la Red de Sobrevivientes de Abusados por Sacerdotes criticó el nombramiento de Burbidge por parte del Vaticano para la Diócesis de Arlington, alegando que no ha mostrado liderazgo en la crisis de abuso sexual de la iglesia. Burbidge emitió un comunicado el 6 de octubre de 2016 en el que se comprometió a continuar el alcance de la Diócesis para las víctimas de abuso sexual clerical y llegar personalmente a las víctimas.  Continuó en el programa de extensión, celebrando misas para la sanación de las víctimas de abuso.
En enero de 2017, Burbidge se pronunció en contra de la Orden Ejecutiva 13769 del presidente de los Estados Unidos, Donald Trump, que prohibía a los refugiados e inmigrantes de Libia, Sudán, Somalia, Siria, Irán, Irak y Yemen ingresar a los Estados Unidos durante 90 días, limitando el número de llegadas de refugiados. a los Estados Unidos a 50,000 para 2017, suspendió el Programa de Admisión de Refugiados de los Estados Unidos por 120 días y prohibió a los Refugiados de la Guerra Civil Siria ingresar a los Estados Unidos indefinidamente.  Burbidge continuó alentando a los católicos estadounidenses a contactar a sus funcionarios electos y expresar su oposición a la nueva política y orar por una reforma migratoria, afirmando que la Diócesis de Arlington y otras comunidades católicas continuarían siendo hospitalarias con los refugiados.
El 26 de julio de 2017, Burbidge regresó a la Diócesis de Raleigh para celebrar la misa con su sucesor en Raleigh, el obispo Luis Zarama, y para dar la homilía en la dedicación de la Catedral del Santo Nombre de Jesús.
Después de la manifestación Unite the Right que tuvo lugar el 11 y 12 de agosto de 2017 en Charlottesville, Virginia, para protestar por la eliminación del Monumento a Robert E. Lee, Burbidge se pronunció y calificó los eventos que siguieron como "tristes y desalentadores".  Continuó condenando la violencia, el racismo, la intolerancia, el odio y la "superioridad autoproclamada", denunciando "cualquier forma de odio como un pecado".
El 22 de agosto de 2017, William Aitcheson, sacerdote de la diócesis, admitió ser miembro del Ku Klux Klan cuando era estudiante universitario en la década de 1970.  Aitcheson también anunció que dejaría temporalmente su cargo en la parroquia católica St. Leo the Great en Fairfax, Virginia.  Burbidge emitió un comunicado refiriéndose al pasado de Aitcheson como "triste y profundamente preocupante" mientras esperaba que su conversión de corazón inspirara a otros.
En septiembre de 2017, Burbidge respondió a la decisión de Trump de rescindir la Acción Diferida para los Llegados en la Infancia (DACA) llamando a los católicos a mantener en sus oraciones a todas las personas protegidas por DACA y a todos los funcionarios gubernamentales.  Se refirió a la decisión de Trump como "desalentadora" y afirmó que el gobierno de Estados Unidos tiene la responsabilidad de proteger a quienes están en Estados Unidos bajo el amparo de DACA.
El 3 de agosto de 2018, Burbidge expresó su enojo y tristeza por las denuncias de abuso sexual por parte del ex cardenal McCarrick.  Afirmó que los obispos deben rendir cuentas por sus acciones.
El 13 de febrero de 2019, Burbidge y Barry C. Knestout, obispo de la Diócesis de Richmond, publicaron una lista de clérigos que habían sido acusados de abuso sexual en sus diócesis entre 1974 y 2019.  El 12 de agosto de 2021, Burbidge publicó una carta pastoral en la que explicaba la postura de la iglesia sobre el transgénero y criticaba el uso de pronombres de género preferidos al dirigirse a las personas transgénero.
En enero de 2022, Burbidge emitió regulaciones para la Diócesis de Arlington con respecto al motu proprio Traditionis custodes del Papa Francisco.  Permitió que la celebración de la misa en forma extraordinaria siguiera teniendo lugar en 21 parroquias, pero suspendió la celebración de cualquier "nueva celebración de los Sacramentos" en forma extraordinaria.  Esta decisión se tomó después de la responsa ad dubia del Vaticano emitida el mes anterior, que prohíbe la celebración de los sacramentos con el Rituale Romanum y el Pontificale Romanum promulgados antes de las reformas del Vaticano II.

## Vida personal
Burbidge fue diagnosticado con cáncer de próstata en 2018 y fue tratado mediante cirugía el 27 de noviembre de 2018.